# Pil sv. Marka (Domovec)
Pil sv. Marka  je objekt u mjestu Domovec općini Hrašćina zaštićeno kulturno dobro.

## Opis dobra
U Domovcu na raskrižju puteva nalazi se kameni pil posvećen sv. Marku. S obzirom na tipologiju takve javne sakralne plastike, pripada tipu stupca s kubusom. Njegov donji dio čini monolitni stup, po narodnoj predaji rimskog podrijetla, kojemu je u gornjem dijelu ugrebena godina od koje su čitljive brojke 64. (1645. g.?). Na monolit se nastavlja kraći stupić na kojemu se nalazi kocka raščlanjena na sve četiri strane plitkim polukružno završenim nišama. U niši na prednjoj strani uklesano je rustično raspelo, u bočnim nišama uklesani su INRI i Kristov monogram, a u stražnjoj niši uklesan je Marijin monogram. Pil je zaključen vitkim stožastim krovićem na čijem se vrhu nalazi željezni križ.

## Zaštita
Pod oznakom Z-3523 zavedena je kao nepokretno kulturno dobro - pojedinačno, pravna statusa zaštićena kulturnog dobra, klasificirano kao "sakralna graditeljska baština".